# Медзибна
Медзибна (груз. მეძიბნა) — село в Кедском муниципалитете Грузии.

## География
Село находится на левом берегу реки Мериси, находится на расстоянии в 7 километрах от посёлка городского типа Кеда, административного центра муниципалитета. Абсолютная высота — 640 метров над уровнем моря.

## Население
По данным переписи населения 2014 года, в селе проживает 188 человек.
| Год  | Население | Мужчины | Женщины |
| ---- | --------- | ------- | ------- |
| 2002 | 171       | 84      | 87      |
| 2014 | ↗188      | 95      | 93      |